# Traisa
Traisa (mundartlich: Traase) ist ein Ortsteil der Gemeinde Mühltal im südhessischen Landkreis Darmstadt-Dieburg.

## Geographie
Traisa liegt im vorderen Odenwald im Geo-Naturpark Bergstraße-Odenwald im Granitgebiet. Im Westen führt die Bundesstraße 449 am Ort vorbei. Der Ort hat an der Odenwaldbahn einen südöstlich gelegenen, nahen Haltepunkt „Bahnhof Mühltal“  im Norden des Mühltaler Ortsteils Nieder-Ramstadt.

## Geschichte

### Ortsgeschichte
In erhaltenen Urkunden wurde Traisa unter den folgenden Ortsnamen erwähnt (in Klammern das Jahr der Erwähnung): Nieder-Treyse an der Trüssbruckin (1316); Treyse (1420); Obern Treysan, Nyddern Treysan (1451); Dreyß, Dreiß (1506); Niedern-Treyse, Ober-Treyse, Mittel-Treyse (1512); Niederntreyßa, Obertreyßa (1527); Nidern Treysa, Treysa (1571); Traysa, Nieder-Traysa (1730); Ober-Trayßer Hofgemarkung (1730); Obertraisa.
Die älteste bekannte schriftliche Erwähnung von Traisa erfolgte unter dem Namen Dreysen im Jahr 1315 in einer Abgabenliste der Grafschaft Katzenelnbogen.
Die nächste bekannte erfolgte 1316, als die Vogtei mit allem Zugehör unwiderruflich dem Kloster Höchst verkauft wird. Vor 1376 verpfändet das Kloster Höchst das Dorf den Schenken von Erbach. 1420 verkaufen Hademar zu Laber und seine Ehefrau Walpurga, geb. Schenk zu Erbach, es an Pfalzgraf Ludwig. 1527 gibt Landgraf Philipp seinen Anteil an Seeheim Schenk Eberhard von Erbach in Tausch gegen Traisa.
Die Statistisch-topographisch-historische Beschreibung des Großherzogthums Hessen berichtet 1829 über Traisa:

„Traisa (L. Bez. Reinheim) luth. Filialdorf; liegt 2 St. von Reinheim und hat 61 Häuser, und 476 Einw., die außer 6 Kath. und 2 Reform. lutherisch sind. Unter denselben befinden sich 38 Bauern, 23 Gewerbsleute und 12 Taglöhner. Dieses freundliche Dörfchen wird sehr stark von den Bewohnern Darmstadts besucht. – Traisa gehörte dem Hause Erbach und kam durch einen 1527 zwischen Landgraf Philipp dem Großmüthigen und Schenk Eberhard von Erbach abgeschlossenen Vertrag an Hessen.“

Anfangs gab es drei Siedlungen, nämlich Nieder-, Mittel- und Ober-Traisa. 1927 kommt die Gemarkung Dippelshof nordöstlich von Traisa dazu. Im Bereich des Dippelshofes wurde die Lage des zur Wüstung gewordenen Obertraisa vermutet.
Die evangelische Kirche des Ortes wurde 1957 eingeweiht.
Hessische Gebietsreform 1970–1977
Im Zuge der Gebietsreform in Hessen wurden am 1. Januar 1977 die bis dahin selbstständige Gemeinde Traisa mit den Gemeinden Frankenhausen, Nieder-Beerbach und Nieder-Ramstadt kraft Landesgesetz zur neuen Gemeinde Mühltal zusammengeschlossen.
Für Traisa wurde ein Ortsbezirk mit Ortsbeirat und Ortsvorsteher nach der Hessischen Gemeindeordnung gebildet. Sitz der Gemeindeverwaltung wurde Nieder-Ramstadt.

### Verwaltungsgeschichte im Überblick
Die folgende Liste zeigt die Staaten und Verwaltungseinheiten, denen Traisa angehört(e):
- vor 1527: Heiliges Römisches Reich, Grafschaft Erbach
- ab 1527: Heiliges Römisches Reich, Landgrafschaft Hessen (durch Tausch), Obergrafschaft Katzenelnbogen
- ab 1567: Heiliges Römisches Reich, Landgrafschaft Hessen-Darmstadt, Obergrafschaft Katzenelnbogen (1783: Nieder-Treysa zum Amt Darmstadt (später Oberamt Darmstadt, Amt Pfungstadt), ebenso Ober-Treysa, jetzt Dippelshof)
- ab 1803: Heiliges Römisches Reich, Landgrafschaft Hessen-Darmstadt, Fürstentum Starkenburg, Amt Pfungstadt
- ab 1806: Großherzogtum Hessen,[Anm. 2] Fürstentum Starkenburg, Amt Pfungstadt[11]
- ab 1815: Großherzogtum Hessen,[Anm. 3] Provinz Starkenburg, Amt Pfungstadt
- ab 1821: Großherzogtum Hessen, Provinz Starkenburg, Landratsbezirk Reinheim[Anm. 4]
- ab 1832: Großherzogtum Hessen, Provinz Starkenburg, Kreis Dieburg
- ab 1848: Großherzogtum Hessen, Regierungsbezirk Dieburg
- ab 1852:Großherzogtum Hessen, Provinz Starkenburg, Kreis Darmstadt
- ab 1871: Deutsches Reich, Großherzogtum Hessen, Provinz Starkenburg, Kreis Darmstadt
- ab 1918: Deutsches Reich (Weimarer Republik), Volksstaat Hessen, Provinz Starkenburg, Kreis Darmstadt
- ab 1938: Deutsches Reich, Volksstaat Hessen, Landkreis Darmstadt[12][Anm. 5]
- ab 1945: Amerikanische Besatzungszone,[Anm. 6] Groß-Hessen, Regierungsbezirk Darmstadt, Landkreis Darmstadt
- ab 1946: Amerikanische Besatzungszone, Land Hessen, Regierungsbezirk Darmstadt, Landkreis Darmstadt
- ab 1949: Bundesrepublik Deutschland, Land Hessen, Regierungsbezirk Darmstadt, Landkreis Darmstadt
- ab 1977: Bundesrepublik Deutschland, Land Hessen, Regierungsbezirk Darmstadt, Landkreis Darmstadt-Dieburg, Gemeinde Mühltal[Anm. 7]

### Gerichte
Traisa gehörte zur Zent Pfungstadt, dessen Aufgaben ab etwa 1800 durch das Amt Pfungstadt mit wahrgenommen wurden. In der Landgrafschaft Hessen-Darmstadt wurde mit Ausführungsverordnung vom 9. Dezember 1803 das Gerichtswesen neu organisiert. Für das Fürstentum Starkenburg wurde das „Hofgericht Darmstadt“ eingerichtet. Es war für normale bürgerliche Streitsachen Gericht der zweiten Instanz, für standesherrliche Familienrechtssachen und Kriminalfälle die erste Instanz. Übergeordnet war das Oberappellationsgericht Darmstadt. Die Rechtsprechung der ersten Instanz wurde durch die Ämter bzw. Standesherren vorgenommen.
Damit war für Traisa das Amt Pfungstadt zuständig. Die Zentgerichte hatten damit ihre Funktion verloren.
Mit Bildung der Landgerichte im Großherzogtum Hessen war ab 1821 das Landgericht Lichtenberg das Gericht erster Instanz. Die zweite Instanz war das Hofgericht Darmstadt. Es folgten:
- ab 1848: Landgericht Reinheim (Verlegung aus Lichtenberg); zweite Instanz: Hofgericht Darmstadt
- 1853: Landgericht Darmstadt; zweite Instanz: Hofgericht Darmstadt
- 1879: Amtsgericht Darmstadt II (umbenennung); zweite Instanz: Landgericht Darmstadt
- 1932: Amtsgericht Darmstadt (Zusammenlegung des Amtsgerichts Darmstadt und des Amtsgerichts Darmstadt II); zweite Instanz: Landgericht Darmstadt

## Bevölkerung

### Einwohnerentwicklung
| • 1629: | 011 Hausgesesse          |
| • 1791: | 174 Einwohner            |
| • 1800: | 200 Einwohner            |
| • 1806: | 293 Einwohner, 48 Häuser |
| • 1829: | 476 Einwohner, 61 Häuser |
| • 1867: | 826 Einwohner, 81 Häuser |

| Traisa: Einwohnerzahlen von 1791 bis 2018 | Traisa: Einwohnerzahlen von 1791 bis 2018 | Traisa: Einwohnerzahlen von 1791 bis 2018 | Traisa: Einwohnerzahlen von 1791 bis 2018 | Traisa: Einwohnerzahlen von 1791 bis 2018 |
| --- | ----------------------------------------- | ----------------------------------------- | ----------------------------------------- | ----------------------------------------- |
| Jahr |                                           |                                           |                                           | Einwohner                                 |
| 1791 | 1791                                      |                                           | 174                                       | 174                                       |
| 1800 | 1800                                      |                                           | 200                                       | 200                                       |
| 1806 | 1806                                      |                                           | 476                                       | 476                                       |
| 1829 | 1829                                      |                                           | 476                                       | 476                                       |
| 1834 | 1834                                      |                                           | 499                                       | 499                                       |
| 1840 | 1840                                      |                                           | 514                                       | 514                                       |
| 1846 | 1846                                      |                                           | 546                                       | 546                                       |
| 1852 | 1852                                      |                                           | 541                                       | 541                                       |
| 1858 | 1858                                      |                                           | 578                                       | 578                                       |
| 1864 | 1864                                      |                                           | 599                                       | 599                                       |
| 1871 | 1871                                      |                                           | 623                                       | 623                                       |
| 1875 | 1875                                      |                                           | 632                                       | 632                                       |
| 1885 | 1885                                      |                                           | 651                                       | 651                                       |
| 1895 | 1895                                      |                                           | 712                                       | 712                                       |
| 1905 | 1905                                      |                                           | 891                                       | 891                                       |
| 1910 | 1910                                      |                                           | 1.051                                     | 1.051                                     |
| 1925 | 1925                                      |                                           | 1.148                                     | 1.148                                     |
| 1939 | 1939                                      |                                           | 1.336                                     | 1.336                                     |
| 1946 | 1946                                      |                                           | 2.031                                     | 2.031                                     |
| 1950 | 1950                                      |                                           | 2.157                                     | 2.157                                     |
| 1956 | 1956                                      |                                           | 2.179                                     | 2.179                                     |
| 1961 | 1961                                      |                                           | 2.447                                     | 2.447                                     |
| 1967 | 1967                                      |                                           | 2.720                                     | 2.720                                     |
| 1970 | 1970                                      |                                           | 2.576                                     | 2.576                                     |
| 1980 | 1980                                      |                                           | ?                                         | ?                                         |
| 1990 | 1990                                      |                                           | ?                                         | ?                                         |
| 2000 | 2000                                      |                                           | ?                                         | ?                                         |
| 2011 | 2011                                      |                                           | 2.811                                     | 2.811                                     |
| 2013 | 2013                                      |                                           | 3.186                                     | 3.186                                     |
| 2016 | 2016                                      |                                           | 3.030                                     | 3.030                                     |
| 2018 | 2018                                      |                                           | 3.058                                     | 3.058                                     |
| Datenquelle: Historisches Gemeindeverzeichnis für Hessen: Die Bevölkerung der Gemeinden 1834 bis 1967. Wiesbaden: Hessisches Statistisches Landesamt, 1968. Weitere Quellen: ; ab 2013: Website Mühltal (Webarchiv); Zensus 2011 |                                           |                                           |                                           |                                           |

### Einwohnerstruktur 2011
Nach den Erhebungen des Zensus 2011 lebten am Stichtag dem 9. Mai 2011 in Traisa 2811 Einwohner. Darunter waren 159 (5,7 %) Ausländer.
Nach dem Lebensalter waren 567 Einwohner unter 18 Jahren, 1131 zwischen 18 und 49, 526 zwischen 50 und 64 und 588 Einwohner waren älter.
Die Einwohner lebten in 1263 Haushalten. Davon waren 402 Singlehaushalte, 363 Paare ohne Kinder und 372 Paare mit Kindern, sowie 99 Alleinerziehende und 27 Wohngemeinschaften. In 309 Haushalten lebten ausschließlich Senioren/-innen und in 816 Haushaltungen lebten keine Senioren/-innen.

### Historische Religionszugehörigkeit
| • 1829: | 468 lutheranische (= 98,32 %), 2 reformierte (= 0,42 %) und 6 katholische (= 1,26 %) Einwohner |
| • 1961: | 1873 evangelische (= 76,54 %), 462 katholische (= 18,88 %) Einwohner                           |

## Politik

### Ortsbeirat
Für Traisa besteht ein Ortsbezirk (Gebiete der ehemaligen Gemeinde Traisa) mit Ortsbeirat und Ortsvorsteher nach der Hessischen Gemeindeordnung.
Der Ortsbeirat besteht aus fünf Mitgliedern. Seit den Kommunalwahlen 2021 gehören ihm Zwei Mitglied der CDU, ein Mitglied der FDP und zwei parteilose Mitglieder an. Ortsvorsteherin ist Annelie von Arnim (parteilos).

### Wappen und Flagge
Wappen

Blasonierung: „In Blau über einem goldenen, von drei roten fünfstrahligen Sternen belegten Querbalken oben eine goldene Brezel, unten drei von Silber und Rot geschachte Schräglinksbalken.“
Das Wappen wurde der Gemeinde Traisa im damaligen Landkreis Darmstadt am 13. Juni 1966 durch den hessischen Innenminister genehmigt. Gestaltet wurde es durch den Bad Nauheimer Heraldiker Heinz Ritt.
Die geschachten Schräglinksbalken in Blau stammen aus dem Wappen der alten Ortsherren, den Groschlag von Dieburg. Die Brezel ist auch im Wappen von Nieder-Ramstadt und von Mühltal zu finden. Sie verweist auf die mit Nieder-Ramstadt gemeinsame Bäckerzunft, und deren historische Bedeutung für den Ort. Die drei Sterne sollen an „die drei Dreysen“ (Ober-, Mittel- und Unter-Traisa), aus denen Traisa hervorging, erinnern.
Flagge
Im Zuge der Wappenverleihung wurde auch eine Flagge genehmigt, die wie folgt beschrieben wird:  „Auf breiter weißen Mittelbahn beseitet von schmalen roten Seitenbahnen, im oberen Teil aufgelegt das Gemeindewappen.“ 

## Kultur und Sehenswürdigkeiten

### Bauwerke
Siehe Liste der Kulturdenkmäler in Traisa

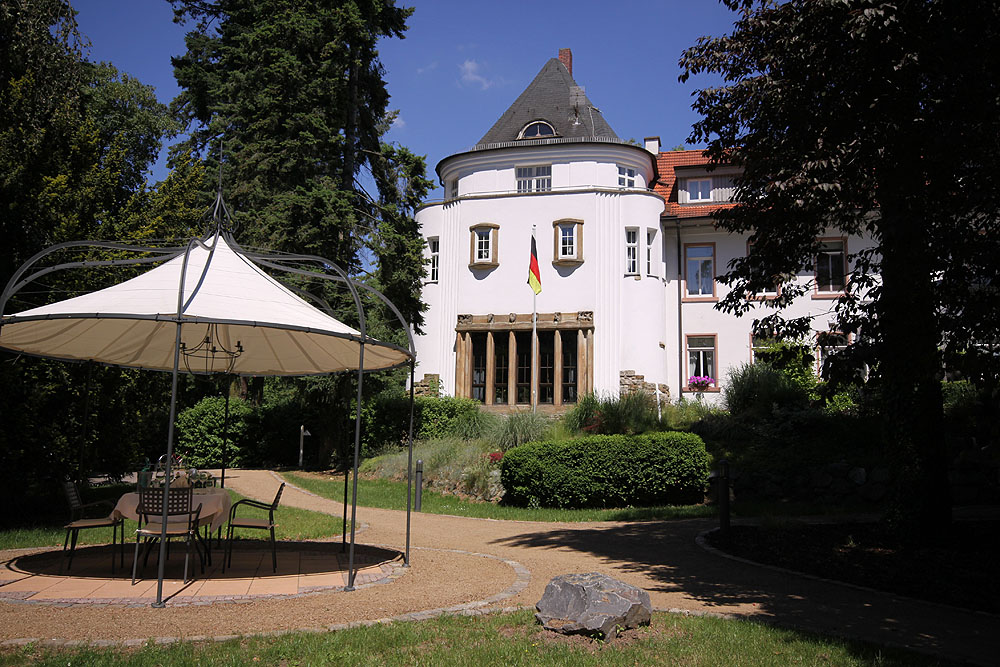
Dippelshof, Herrenhaus (2009)
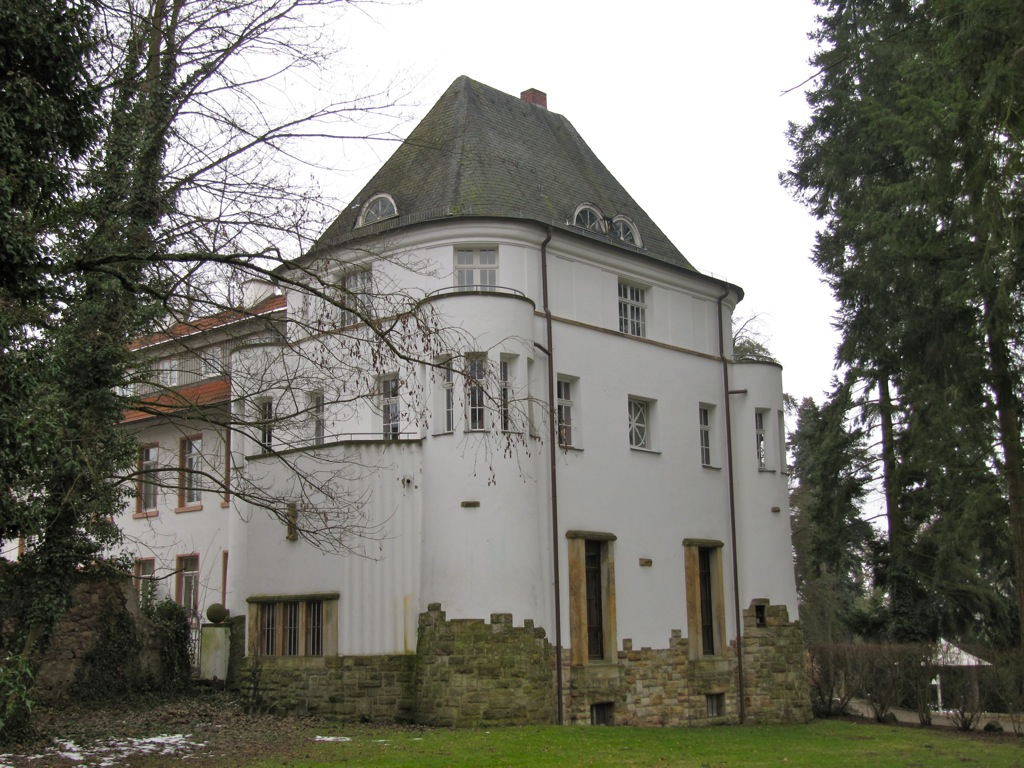
Hofgut Dippelshof (2013)
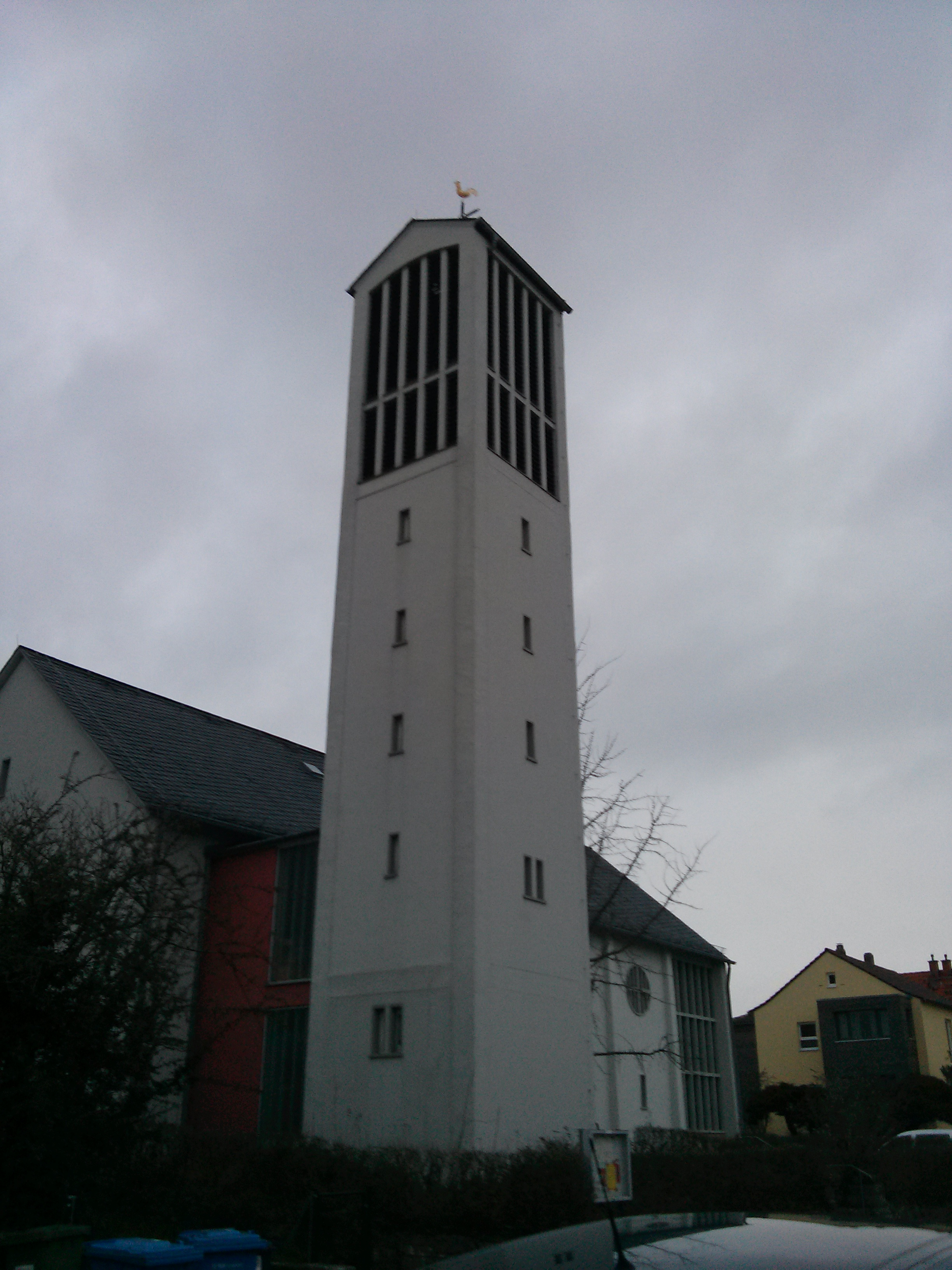
Evangelische Kirche Traisa (2013)
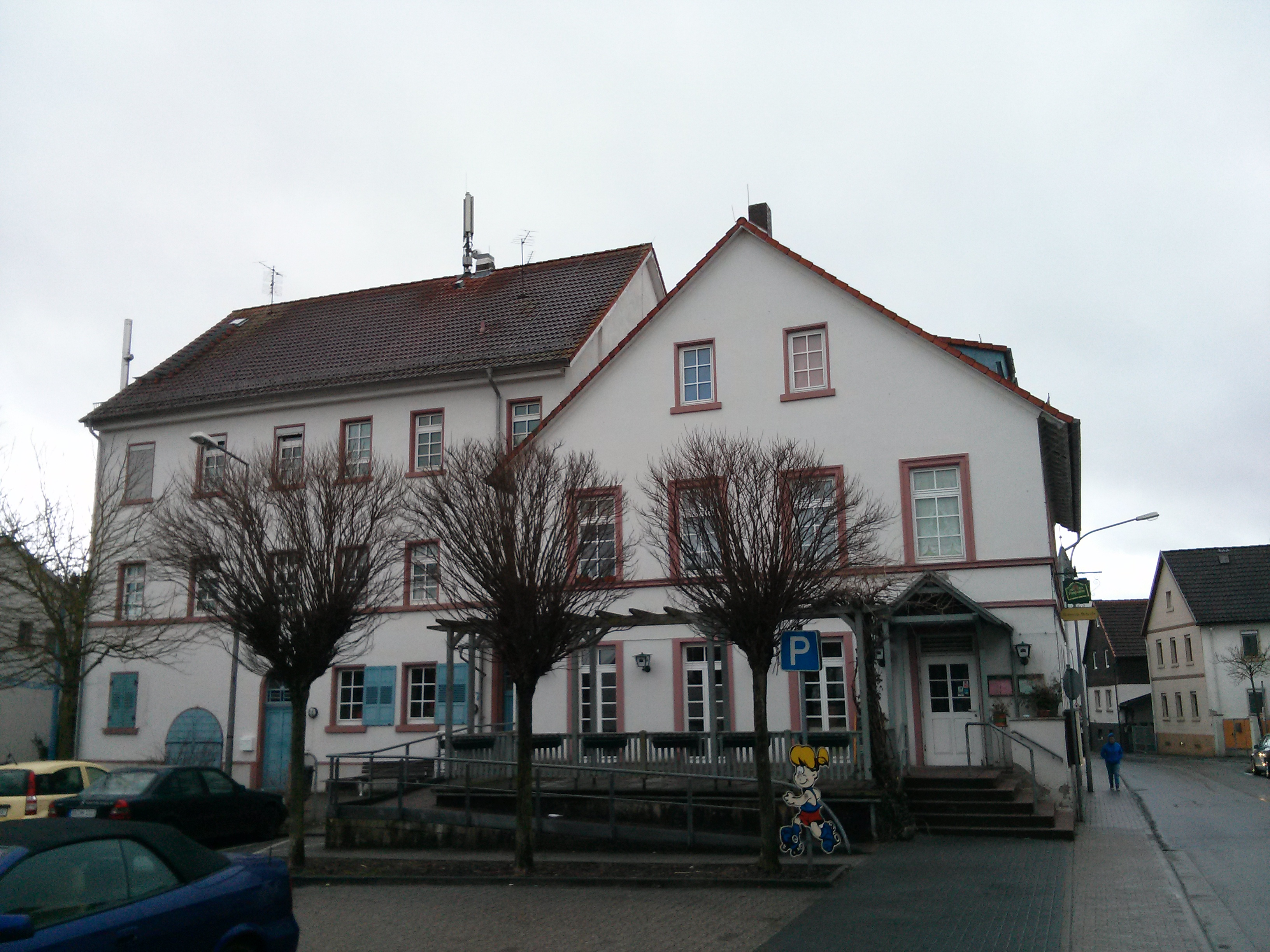
Datterichschänke (2013)

### Regelmäßige Veranstaltungen
- August: Kerb[21]
- Dezember: Weihnachtsmarkt[22]

## Persönlichkeiten
- Gustav Adolf Krämer (1909–1991), in Traisa geborener Politiker und Abgeordneter des Hessischen Landtags